# Huddunge församling
Huddunge församling är en församling i Västerlövsta pastorat i Upplands västra kontrakt i Uppsala stift. Församlingen ligger i Heby kommun i Uppsala län.

## Administrativ historik
Församlingen har medeltida ursprung och utgjorde till 1962 ett eget pastorat. Från 1962 är församlingen annexförsamling i Västerlövsta pastorat där även Enåkers församling ingår.

## Kyrkor
- Huddunge kyrka

## Series pastorum
- - 1573- herr Ingemund
- herr Mårten
- 1589-1619 Johannes Jacobi
- 1619-1647 Johannes Johanni Huddungensis
- 1647 tillförordnad Erasmus Magni Neselius
- 1647-1655 Benedictus Laurentius
- 1656-1664 Petrus Laurentius Helsingius
- 1664-1707 Erik Brumelius
- 1707- Georg Halsenius